# (55576) Амик
(55576) Амик (лат. Amycus) — астероид из группы кентавров, который был обнаружен 8 апреля 2002 году в рамках проекта NEAT по поиску околоземных астероидов в Паломарской обсерватории и назван в честь Амика, одного из кентавров древнегреческой мифологии.

Орбита астероида Амик и его положение в Солнечной системе

В феврале 2003 года данный кентавр прошёл точку своего перигелия и теперь удаляется от Солнца. Спустя 6 лет 11 февраля 2009 года состоялось покрытие астероидом звезды UCAC2 17967364 с видимой звёздной величиной +13,8m. Ещё одно аналогичное явление имело место чуть позже 10 апреля 2014 года, когда астероид прошёл на фоне звезды +12,9m видимой звёздной величины и наблюдалось на юго-западе США и юге Мексики.
Важно отметить, что кентавра находиться всего лишь 0,009 а. е. от зоны сильного орбитального резонанса с Ураном 3:4 из-за чего его орбита испытывает серьёзные гравитационные возмущения со стороны этой планеты. По оценка астрономов кентавр должен окончательно сойти со своей текущей орбиты в течение 11,1 млн лет.